# Rötjärnen (Hörnefors socken, Västerbotten, 707961-169621)
Rötjärnen är en sjö i Umeå kommun i Västerbotten och ingår i Hörnåns huvudavrinningsområde.